# V. League 1 2021
La V. League 1 2021 (conocida ahora como LS V. League 1 por razones de patrocinio) fue la 38.ª edición de la V. League 1, la primera división de futbol más importante de Vietnam. La temporada comenzó el 15 de enero y terminó el 2 de mayo, debido a que el 21 de agosto oficializara la cancelación de la temporada.

## Equipos participantes
El Quang Nam FC se ubicó en el 14.° lugar de la V.League 1 2020 y descendió a la V.League 2 2021, su reemplazo fue para el Bình Ðịnh FC, quien regresa luego de 12 temporadas sin jugar tras haber ganado la V.League 2 2020.
- Becamex Bình Dương FC
- Bình Ðịnh FC (P)
- CLB Viettel (C)
- FLC Thanh Hóa
- Hanoi T&T FC
- Hải Phòng FC
- Hoàng Anh Gia Lai FC
- Ho Chi Minh City FC
- Hong Linh Ha Tinh FC
- Nam Định FC
- Saigon FC
- SHB Đà Nẵng FC
- Sông Lam Nghệ An FC
- Than Quảng Ninh FC

## Tabla de posiciones
Actualizado el 2 de Mayo de 2021.
| Pos. | Equipo                | PJ | PG | PE | PP | GF | GC | DG  | Pts. | Clasificación a     |
| ---- | --------------------- | -- | -- | -- | -- | -- | -- | --- | ---- | ------------------- |
| 1    | Hoàng Anh Gia Lai FC  | 12 | 9  | 2  | 1  | 23 | 9  | +14 | 29   | Ronda de Campeonato |
| 2    | CLB Viettel           | 12 | 8  | 2  | 2  | 16 | 9  | +7  | 26   | Ronda de Campeonato |
| 3    | Than Quảng Ninh FC    | 12 | 6  | 1  | 5  | 12 | 11 | +1  | 19   | Ronda de Campeonato |
| 4    | Nam Định FC           | 12 | 6  | 0  | 6  | 23 | 21 | +2  | 18   | Ronda de Campeonato |
| 5    | FLC Thanh Hóa         | 12 | 5  | 2  | 5  | 18 | 15 | +3  | 17   | Ronda de Campeonato |
| 6    | Becamex Bình Dương FC | 12 | 5  | 2  | 5  | 14 | 17 | -3  | 17   | Ronda de Campeonato |
| 7    | Hanoi T&T FC          | 12 | 5  | 1  | 5  | 17 | 14 | +3  | 16   | Ronda de Descenso   |
| 8    | Bình Ðịnh FC          | 12 | 4  | 4  | 4  | 10 | 9  | +1  | 16   | Ronda de Descenso   |
| 9    | SHB Đà Nẵng FC        | 12 | 5  | 1  | 6  | 11 | 11 | 0   | 16   | Ronda de Descenso   |
| 10   | Hong Linh Ha Tinh FC  | 12 | 4  | 3  | 5  | 16 | 17 | -1  | 15   | Ronda de Descenso   |
| 11   | Ho Chi Minh City FC   | 12 | 4  | 2  | 6  | 14 | 17 | -3  | 14   | Ronda de Descenso   |
| 12   | Hải Phòng FC          | 12 | 4  | 2  | 6  | 7  | 15 | -8  | 14   | Ronda de Descenso   |
| 13   | Saigon FC             | 12 | 4  | 1  | 7  | 6  | 14 | -8  | 13   | Ronda de Descenso   |
| 14   | Sông Lam Nghệ An FC   | 12 | 3  | 1  | 8  | 7  | 15 | -8  | 10   | Ronda de Descenso   |

## Goleadores
| Pos. | Jugador                            | Equipo                | Goles |
| ---- | ---------------------------------- | --------------------- | ----- |
| 1    | Oussou Konan Anicet                | Nam Định FC           | 7     |
| 2    | Rodrigo da Silva Dias              | Nam Định FC           | 7     |
| 3    | Nguyễn Văn Toàn                    | Hoàng Anh Gia Lai FC  | 7     |
| 4    | Nguyễn Tiến Linh                   | Becamex Bình Dương FC | 6     |
| 5    | Nguyễn Công Phượng                 | Hoàng Anh Gia Lai FC  | 6     |
| 6    | Rafaelson Bezerra Fernandes        | SHB Đà Nẵng FC        | 6     |
| 7    | Eydison Teofilo Soares             | Than Quảng Ninh FC    | 6     |
| 8    | Geovane Magno                      | Hanoi T&T FC          | 6     |
| 9    | Phan Văn Đức                       | Sông Lam Nghệ An FC   | 5     |
| 10   | Lee Nguyen                         | Ho Chi Minh City FC   | 5     |
| 11   | Tuấn Hải Phạm                      | Hong Linh Ha Tinh FC  | 4     |
| 12   | Gramoz Kurtaj                      | FLC Thanh Hóa         | 4     |
| 13   | Trần Minh Vương                    | Hoàng Anh Gia Lai FC  | 4     |
| 14   | Gastón Merlo                       | Saigon FC             | 4     |
| 15   | Chevaughn Walsh                    | Hong Linh Ha Tinh FC  | 4     |
| 16   | Hoàng Đình Tùng                    | FLC Thanh Hóa         | 4     |
| 17   | Samson Kayode Olaleye              | FLC Thanh Hóa         | 3     |
| 18   | Hồ Tấn Tài                         | Bình Định FC          | 3     |
| 19   | Ngân Văn Đại                       | Hanoi T&T FC          | 3     |
| 20   | Rimario Gordon                     | Bình Định FC          | 3     |
| 21   | Nguyễn Trọng Hoàng                 | CLB Viettel           | 3     |
| 22   | Washington Brandão                 | Hoàng Anh Gia Lai FC  | 3     |
| 23   | Caíque Venâncio Lemes              | CLB Viettel           | 3     |
| 24   | Bruna Cantanhede                   | Hanoi T&T FC          | 3     |
| 25   | Lê Văn Thắng                       | FLC Thanh Hóa         | 2     |
| 26   | Phú Nguyên Nguyễn                  | Hải Phòng FC          | 2     |
| 27   | Văn Vũ Tô                          | Becamex Bình Dương FC | 2     |
| 28   | Diogo Pereira                      | Than Quảng Ninh FC    | 2     |
| 29   | Hoàng Anh Lý Công                  | Hong Linh Ha Tinh FC  | 2     |
| 30   | Xuân Quyết Mai                     | Nam Định FC           | 2     |
| 31   | Trịnh Văn Lợi                      | FLC Thanh Hóa         | 2     |
| 32   | Pedro Paulo Alves Vieira dos Reis  | CLB Viettel           | 2     |
| 33   | Lê Quốc Phương                     | FLC Thanh Hóa         | 2     |
| 34   | Lâm Ti Phông                       | Ho Chi Minh City FC   | 2     |
| 35   | Victor Mansaray                    | Becamex Bình Dương FC | 2     |
| 36   | Trần Phi Sơn                       | Hong Linh Ha Tinh FC  | 2     |
| 37   | Hêndrio Araújo                     | Bình Ðịnh FC          | 2     |
| 38   | Andre Fagan                        | Hải Phòng FC          | 2     |
| 39   | Hà Đức Chinh                       | SHB Đà Nẵng FC        | 2     |
| 40   | Geoffrey Kizito                    | Than Quảng Ninh FC    | 2     |
| 41   | Nguyễn Xuân Nam                    | Bình Ðịnh FC          | 2     |
| 42   | Zé Paulo                           | FLC Thanh Hóa         | 2     |
| 43   | Jeremie Dwayne Lynch               | Hải Phòng FC          | 1     |
| 44   | Nguyễn Văn Quyết                   | Hanoi T&T FC          | 1     |
| 45   | Đỗ Duy Mạnh                        | Hanoi T&T FC          | 1     |
| 46   | Phạm Nguyên Sa                     | Than Quảng Ninh FC    | 1     |
| 47   | Nguyễn Hải Huy                     | Than Quảng Ninh FC    | 1     |
| 48   | Vũ Văn Thanh                       | Hoàng Anh Gia Lai FC  | 1     |
| 49   | Adriano Schmidt                    | Hải Phòng FC          | 1     |
| 50   | Bùi Tiến Dũng                      | CLB Viettel           | 1     |
| 51   | Đặng Anh Tuấn                      | SHB Đà Nẵng FC        | 1     |
| 52   | Nguyễn Thanh Hải                   | SHB Đà Nẵng FC        | 1     |
| 53   | Papa Ibou Kébé                     | SHB Đà Nẵng FC        | 1     |
| 54   | Dário Frederico Da Silva           | Ho Chi Minh City FC   | 1     |
| 55   | Felipe Santos Martins              | Sông Lam Nghệ An FC   | 1     |
| 56   | Võ Huy Toàn                        | Ho Chi Minh City FC   | 1     |
| 57   | Bruno Henrique de Sousa            | Sông Lam Nghệ An FC   | 1     |
| 58   | Vũ Minh Tuấn                       | CLB Viettel           | 1     |
| 59   | Lâm Anh Quang                      | Nam Định FC           | 1     |
| 60   | Hoàng Sơn Trần                     | Bình Ðịnh FC          | 1     |
| 61   | Ali Rabo                           | Becamex Bình Dương FC | 1     |
| 62   | Wesley dos Santos Rodrigues        | Nam Định FC           | 1     |
| 63   | Đỗ Hùng Dũng                       | Hanoi T&T FC          | 1     |
| 64   | Junior Barros                      | Ho Chi Minh City FC   | 1     |
| 65   | Ngô Tùng Quốc                      | Ho Chi Minh City FC   | 1     |
| 66   | Nguyễn Quang Hải                   | Hanoi T&T FC          | 1     |
| 67   | Lê Văn Xuân                        | Hanoi T&T FC          | 1     |
| 68   | Nguyễn Hoàng Đức                   | CLB Viettel           | 1     |
| 69   | Xuân Tân Hoàng                     | Nam Định FC           | 1     |
| 70   | Thanh Trường Đoàn                  | Nam Định FC           | 1     |
| 71   | Lương Xuân Trường                  | Hoàng Anh Gia Lai FC  | 1     |
| 72   | Quế Ngọc Hải                       | CLB Viettel           | 1     |
| 73   | Tống Anh Tỷ                        | Becamex Bình Dương FC | 1     |
| 74   | Bruno Oliveira de Matos            | CLB Viettel           | 1     |
| 75   | Patrick Leonardo Carneiro da Silva | Ho Chi Minh City FC   | 1     |
| 76   | Xuân Quý Bùi                       | Saigon FC             | 1     |
| 77   | Lê Thế Cường                       | Hải Phòng FC          | 1     |
| 78   | Văn Hiệp Nguyễn                    | Hong Linh Ha Tinh FC  | 1     |
| 79   | Ismahil Akinade                    | Hong Linh Ha Tinh FC  | 1     |
| 80   | Hồ Sỹ Giáp                         | Becamex Bình Duong FC | 1     |
| 81   | Trung Tin Nguyen                   | Becamex Bình Duong FC | 1     |
| 82   | Mạnh Cường Trần                    | Saigon FC             | 1     |
| 83   | Sầm Ngọc Đức                       | Ho Chi Minh City FC   | 1     |